# Cametours
Cametours é uma comuna francesa na região administrativa da Normandia, no departamento Mancha. Estende-se por uma área de 7,17 km². Em 2010 a comuna tinha 428 habitantes (densidade: 59,7 hab./km²).